# اکس‌پدیا
اکس‌پدیا (انگلیسی: Expedia) آژانس مسافرتی آمریکایی است، که در سال ۱۹۹۶ تأسیس شد.